# April (Vorname)
April ist ein  weiblicher Vorname. Er ist vor allem im angelsächsischen Sprachraum anzutreffen, wo er in England ab dem 13. und 14. Jahrhundert als Spitzname verwendet worden sein soll. Als Vorname ist April jedoch erst seit den 1940er Jahren gebräuchlich und fand in den Vereinigten Staaten in den 1970er Jahren den Höhepunkt seiner Verbreitung. Seit Anfang der 2000er Jahre hat sich dort die hispanische Variante Abril stark verbreitet und bei der Namenswahl von Neugeborenen mittlerweile fast das Niveau von April erreicht.

## Herkunft und Bedeutung
April leitet sich von dem lateinischen Verb aperire (öffnen) ab, von dem auch der Name des Monats April abstammt.

## Varianten
- Abril – spanisch und portugiesisch, auch als Familienname verbreitet
- Apryl
- Avril – französisch, wird zum Teil auch im Englischen verwendet
- Aprilia

## Namensträgerinnen

### April
- April Ashley (1935–2021), britisches Model
- April Steiner Bennett (* 1980), US-amerikanische Sportlerin
- April Bowlby (* 1980), US-amerikanische Schauspielerin
- April Clough (* 1953), US-amerikanische Schauspielerin
- April Flowers (* 1978), US-amerikanische Pornodarstellerin
- April Grace (* 1962), US-amerikanische Schauspielerin
- April Hailer (* 1959, eigentlich Gabriele Hailer), deutsche Schauspielerin und Sängerin
- April Lee Hernández (* 1980), US-amerikanische Schauspielerin
- April Hunter (* 1971), US-amerikanische Wrestlerin
- April Matson (* 1981), US-amerikanische Schauspielerin
- April Nocifora (1968–2021), US-amerikanische Film- und Fernsehproduzentin
- April Pearson (* 1989), britische Schauspielerin
- April Rose (* 1987), US-amerikanische Schauspielerin und Model
- April Stevens (1929–2023), eigentlich Carol Lo Tempio, US-amerikanische Sängerin
- April Telek (* 1975), kanadische Filmschauspielerin
- April Winchell (* 1960), amerikanische Schauspielerin, Synchronsprecherin, Hörfunkmoderatorin, Kommentatorin und Komödiantin

### Variante Avril
- Avril Coleridge-Taylor (1903–1988), britische Pianistin, Dirigentin und Komponistin
- Avril Dankworth (1922–2013), britische Musikpädagogin und Autorin
- Avril Doyle (* 1949), irische Politikerin
- Avril Elgar (1932–2021), britische Schauspielerin
- Avril Haines (* 1969), US-amerikanische Juristin
- Avril Lavigne (* 1984), kanadisch-französische Musikerin
- Avril Malley (* 1957), britische Judoka